# Anthony Balfour
Anthony Balfour, född 19 december 1949, är en friidrottare från Bahamas. Han deltog vid olympiska sommarspelen 1968.